# 池田成章
池田 成章（いけだ なりあき、天保11年5月26日〈1840年6月25日〉 - 大正元年〈1912年〉10月11日）は、日本の武士（米沢藩士）､官僚、実業家。
三井財閥筆頭常務理事、大蔵大臣などを務めた池田成彬は長男。

## 経歴
出羽米沢藩士五十騎組香坂昌邦の子として生まれ、同じく藩士の五十騎組池田峰蔵の養子となった。藩校興譲館に学び、上杉茂憲の小姓となった。町奉行、江戸留守居役を歴任。当時茂憲の側役として麻布邸に起居し、甘糟継成と行動を共にし、ここで慶應義塾の福澤諭吉や小幡篤次郎、シーボルトを初めとする人物らと知己を得た。
明治維新後は廃藩置県に伴い置賜県判事となる。1881年（明治14年）5月に茂憲が沖縄県令に赴任するのに従い、10月に沖縄県権少書記官となる。翌1882年（明治15年）1月に事務官判事となる。1883年（明治16年）に茂憲が沖縄を離れるのと共に東京に戻り、翌1884年（明治17年）に大蔵省御用掛となる。
1886年（明治19年）に大蔵省を辞任し、米沢に戻り事業を開始する。1888年（明治21年）末まで米沢中学校（現在の山形県立米沢興譲館高等学校）の初代校長も務めている。両羽銀行（現在の山形銀行）の創立に関わり、1896年（明治29年）に初代頭取に就任し、1907年（明治40年）まで務めた。
また、米沢市会議員に当選し、参事会員、副議長、議長を経て、1904年（明治37年）山形県会議員となる。同年11月に議長に就任し、1907年（明治40年）まで務めた。
主君の茂憲に終生忠誠を尽くし、1896年（明治29年）に茂憲が米沢に戻ったときの居宅として鶴鳴館（現在は上杉記念館として公開されている）の建設に当たったのも成章であった。

## 家族
- 長男：成彬 - 日本銀行総裁
- 長女：序子
- 次女：光子（みつ） - 宇佐美勝夫（貴族院議員）夫人（後妻）
- 三女：芳子（よし） - 宇佐美勝夫夫人（前妻）
- 四女：琴子
- 次男：宏平  - 海軍中尉、戦死
- 五女：なみ子 - 加藤武男（三菱銀行頭取）夫人
- 六女：八重子（ヤヱ） - 本間利雄（東京電灯社長）夫人
- 三男：隆平
- 四男：省三